# Ітан Пейдж
Джуліан Міцевскі (англ. Julian Micevski, народився 20 вересня 1989 року), більш відомий під ринг-іменем Ітан Пейдж (англ. Ethan Page) — канадський професійний реслер. Він виступає у WWE, на бренді NXT і є чинним чемпіоном Північної Америки, а також колишнім Чемпіоном NXT. Відомий також своїми виступами у Impact Wrestling, All Elite Wrestling (AEW) і Ring of Honor (ROH).
Спеціаліст у командних змаганнях, він виграв кілька командних чемпіонств у багатьох незалежних промоушенах, головним чином з Джошем Александером у складі The North, у тому числі двічі вигравши Командне Чемпіонство Світу Impact, причому їх перший рейн був найдовшим за всю історію титулу. У AEW він разом із Scorpio Sky як команда «Man of the Year» .
Міцевскі також володіє та керує власним промоушеном під назвою Alpha-1 Wrestling (A1).

## Кар'єра у професійному реслінгу

### Рання кар'єра (2006—2012)
Міцевскі розпочав свою підготовку в професійному реслінгу під керівництвом Ріпа Імпакта та Ерні Мура у 2006 році. Він заявляв, що за цей час не навчився багато чого, натомість отримав більшу частину свого раннього досвіду в дорозі, подорожуючи з Майклом Елгіном, якого він вважає своїм наставником. Він дебютував у професійному реслінгу 12 листопада 2006 року на заході Pure Wrestling Association у Брентфорді, Онтаріо, під іменем Джуліан Логан в чотиристоронньому поєдинку, який виграв Інді Солдер.

### Незалежні промоушени (2013—2021)

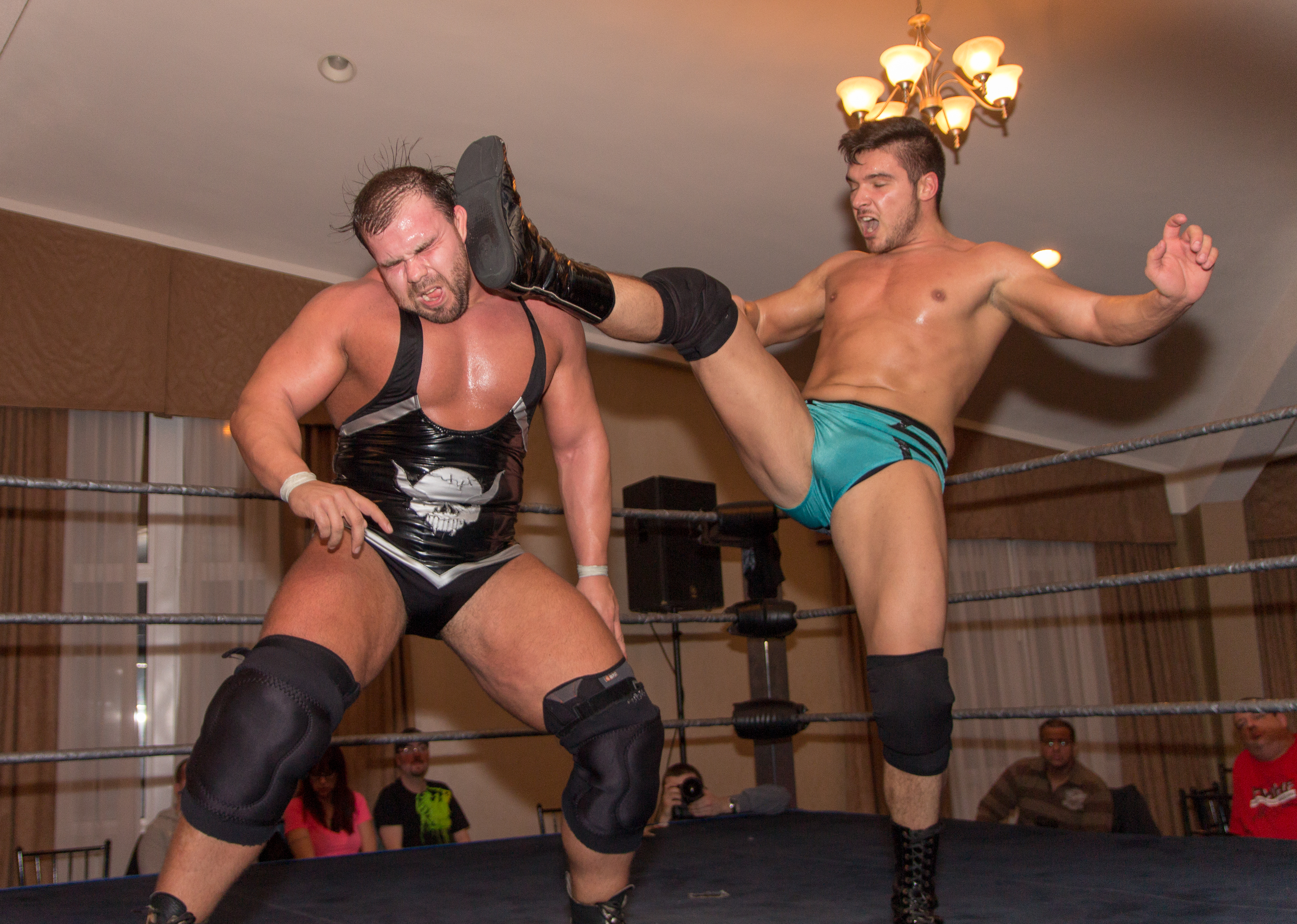
Пейдж (справа) проводить біг бут проти Майкла Елгіна під час незалежного шоу у 2013 р.

30 грудня 2013 року Пейдж та Елгін як Man of the Year (MOTY) перемогли Kung Fu Manchu (Луїс Ліндон і Меріон Фонтейн) і Zero Gravity (Бретт Гакія та Сі Джей Еспарза), завоювши Командне Чемпіонство AAW на «One Twisted Christmas». Він почав змагатися в Evolve у 2014 році. На Evolve 84 він зустрівся з Заком Сейбером-молодшим за титул Чемпіона Evolve, у якому він програв.
Влітку 2017 року, Пейдж об'єднався з ACH у команду Troll Boyz. 22 вересня на Evolve 92 Troll Boyz перемоглм Lethal Enforcers (Ентоні Генрі та Джей Дрейк) і виграли Командне Чемпіонство Evolve. 23 вересня на Evolve 93 Troll Boyz програли титули Doom Patrol (Кріс Дікінсон і Джака). 28 вересня стало відомо, що він більше не виступає в Evolve.
22 травня 2015 року Pro Wrestling Guerrilla (PWG) провели щорічний одноденний командний турнір Dynamite Duumvirate Tag Team Title Tournament (DDT4), де він об'єднався з Джошем Александером у команду Monster Mafia. Вони перемогли World's Cutest Tag Team (Джої Раян і Кендіс Лерей) у першому раунді, вигравши Командне Чемпіонство Світу PWG. Monster Mafia вибули з турніру та поступилися титулами Beaver Boys (Алекс Рейнольдс і Джон Сільвер) у другому раунді.

### Ring of Honor (2014)
У 2014 році Міцевскі працював у ряді матчів в Ring of Honor (ROH) як Ітан Габріель Овенс. 18 квітня він переміг Зізу Мідду в матчі Future of Honor. 25 квітня в матчі, записаному для ROH TV, він зазнав поразки від Сайласа Янга. 6 червня в Карбондейлі, штат Іллінойс, відбувся перший вечір Road to the Best in the World. Його переміг Томмаcо Чампа. 7 червня в Коллінсвіллі, штат Іллінойс, відбувся другий вечір Road to Best in the World. У матчі-dslrhbnns він переміг Мідду. 18 липня в Цинциннаті, штат Огайо, відбувся другий вечір Summer Heat Tour. Він програв чотиристоронній матч, який виграв Р. Д. Еванс. У матчі також брали участь Метт Тейвен і Муз. 26 липня в матчі, записаному для ROH TV, вони об'єднувшись з давнім партнером по команді Джошем Александером по Monster Mafia, вони зазнали поразки від тодішніх Командних Чемпіонів Світу ROH ReDRagon (Кайл О'Райлі та Боббі Фіш). 6 вересня на All Star Extravaganza VI Муз і Еванс перемогли Monster Mafia, The Decade (Адам Пейдж і Бі Джей Вітмер), Кепріс Коулмана і Такаакі Ватанабе в чотирикутному командному матчі.

### Impact Wrestling (2017—2021)

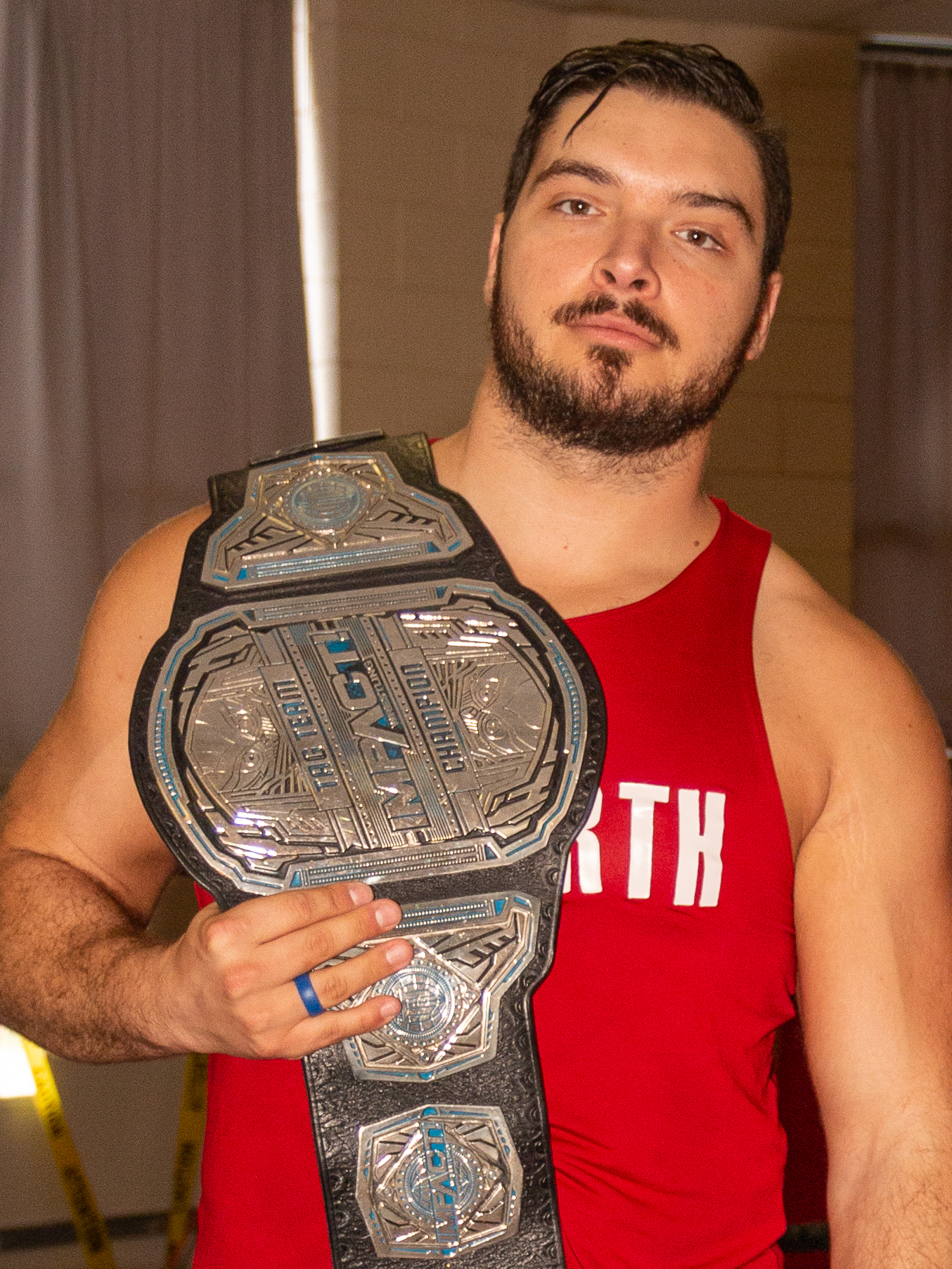
Пейдж як Командний Чемпіон Світу Impact, 2019 р.

#### Ранні виступи (2017—2018)
30 листопада Міцевскі дебютував у Impact Wrestling на випуску Impact!, в образі реслера на ім'я Чендлер Парк, який по сюжету є двоюрідним братом Джозефа Парка. На випуску Impact! від 4 січня 2018 року, Парк переміг Джона Болена у своєму першому матчі в компанії. На випуску Impact! від 18 січня, будучи «знмщеним» Конго Конгом у рамках ворожнечі Конга з Абіссом, Парка було усунено з телебачення.
Тепер, використовуючи ім'я Ітан Пейдж та образ, він повернувся на випуску Impact! від 4 жовтня, втрутившись у матч між Річем Свонном і Меттом Сідалом, коштувавши Свонну матч та приєднавшись до Сідала, показавши себе в образі хіла. На випуску Impact! від 18 жовтня, Пейдж дебютував на рингу, де переміг Тревора Лі. На Bound for Glory, Пейдж і Сідал програли Свонну та Віллі Маку. На початку 2019 року, Сідал пішов з Impact Wrestling, таким чином припинивши їхній альянс.

#### The North (2019—2021)
На випуску Impact! від 12 квітня, Пейдж возз'єднався зі своїм колишнім командним партнером, дебютантом Джошем Александером, у реформовану команду Monster Mafia, яка тепер називається The North, і дебютували на рингу як команда, перемігши джобберів Ель Реверсо та Шелдона Джина. 5 липня на заході Bash at the Brewery 1, The North перемогли Latin American Xchange (Сантана та Ортіс) і вперше виграли Командне Чемпіонство Світу Impact. Вони зберігали титули більше року, поки не програли їхMotor City Machine Guns (Алекс Шеллі та Кріс Сабін). The North виграли титули назад на Bound for Glory, але через кілька тижнів знову втратили їх проти The Good Brothers (Док Галлоуз і Карл Андерсон).
Готуючись до свого відходу з Impact Wrestling після закінчення контракту, почалася сюжетна лінія, де Пейдж почав звинувачувати Александера у їхніх програшах, що призвело до розпаду The North. Пейдж востаннє з'явився на Hard to Kill, де його «вбив» його альтер-его — Karate Man у кінематографічному матчі.

### All Elite Wrestling (2021—2024)

#### Man of the Year; American Top Team (2021—2022)
Після відходу з Impact Wrestling, Міцевскі підписав трирічний контракт з All Elite Wrestling (AEW). 7 березня 2021 року на Revolution він дебютував як таємничий учасник у матчі з драбинами Face of the Revolution у програшній спробі, виступаючи під ринг-іменем Ітан Пейдж.
29 березня 2021 року на випуску Dark: Elevation Пейдж уклав альянс зі Скорпіо Скай. Незабаром після цього вони почали протистояння з Дарбі Алліном і Стінгом, але зазнали поразки в командному матчі на Double or Nothing. На випуску Dynamite 18 червня (записано 6 червня), Пейдж і Скай, яких тепер називають Men of the Year, перемогли Алліна у гандикап матчі 2-на-1. 14 липня на випуску <i id="mw5Q">Dynamite</i>, Пейдж зазнав поразки від Алліна у матчі з трунами, чим поклав край протистоянню.
Пізніше Men of the Year об'єднаються з Деном Ламбертом з American Top Team і з того часу супроводжували Ламберта, коли він читав свої промо. Це тривало до епізоду Dynamite 15 вересня, де Кріс Джеріко з The Inner Circle перервав Ламберта, а матч між Men of the Year та Джеріко і Джейком Хагером було призначено на епізод Rampage 24 вересня, який вони виграли.
Протистояння з The Inner Circle триватиме наступний місяць. На випуску Dynamite від 27 жовтня, Пейдж кинув виклик Семмі Геварі за Чемпіонство AEW TNT, але програв. На Full Gear Men of the Year об'єдналися з American Top Team, щоб протистояти The Inner Circle у матчі вулична бійка в Міннеаполісі, який вони програли, поклавши край протистоянню.

#### The Firm та сюжетна лінія з Меттом Харді (2022—2023)
Напередодні All Out Пейдж був завербований Стоклі Хетеуей разом із Лі Моріарті, Колтеном Ганном, Остіном Ганном і В. Морріссі. На випуску Dynamite від 14 вересня було оголошено ім'я угрупування — The Firm і що вони були командою підтримки MJF, допомагаючи йому, коли він їх потребує. 14 жовтня на випуску Rampage, Пейдж переміг Ісію Кессіді з Private Party, після чого Метт Харді та Private Party приєдналися до The Firm. Протягом наступних кількох тижнів Гарді було заборонено використовувати музичну тему Гарді та прийом Twist of Fate.
На випуску Rampage від 3 лютого 2023 року, Пейдж, Гарді та Кессіді не змогли виграти Чемпіонство Світу Тріо AEW у The Elite (Кенні Омега та The Young Bucks). Пейдж мав коротке протистояння з Хуком, а кульмінацією протистояння стала невдала спроба Пейджа виграти у Хука Чемпіонство FTW у матчі за правилами FTW. 12 квітня на випуску Dynamite Пейдж і Firm напали на Гарді, Кессіді та Хука, поки Джефф Гарді не повернувся, щоб врятувати їх. 28 травня на Double or Nothing Buy In, Пейдж і The Firm зазнали поразки від The Hardys, Кессіді і Хука, після чого Метт Харді отримав право власності на контракт Пейджа.
30 червня на випуску Rampage, Пейдж вискочив на ринг, щоб не дати К. Т. Маршаллу та Джонні ТВ завдати шкоди Метту Гарді. Пейдж захопив Маршалла, але тоді Джонні ТВ ударом ногою збив Пейджа з ніг. У підсумку, Пейдж став обличчям. На випуску Collision від 1 липня, Пейдж зіткнувся з MJF, вибивши мікрофон з його руки, доки MJF не погодився поставити пояс на кон, алк йому не вдалося виграти Чемпіонство Світу AEW. На випуску Collision від 5 грудня Пейдж зазнав поразки від Омеги в одиночному матчі. Це була остання поява Пейджа в AEW, оскільки 2 травня 2024 року його профіль було видалено як з веб-сайту AEW, так і з веб-сайту ROH, що завершило його перебування в обох компаніях.

### Повернення до ROH (2023—2024)
14 вересня 2023 року Пейдж повернувся в ROH, тепер дочірній промоушен AEW, перемігши Гріффа Гаррісона. Протягом наступних кількох тижнів Пейджа намагалися рекрутувати як потенційного клієнта «Розумного» Марка Стерлінга, але Пейдж відхилив запрошення. Пейдж продовжив переможну серію з п'яти матчів поспіль. Його наступний матч був проти Тоні Ніза, який він програв через втручання Стерлінга. Під час реваншу, Стерлінга вигнали з рингу, і Пейдж виграв матч. Під час гумового матчу Стерлінг вимагав, щоб його допустили до рингу, і керівництво погодилося за умови, що Стерлінг буде прикутий наручниками до стійки рингу. Офіційне підписання контракту відбулося 7 грудня на випуску ROH Wrestling, де Стерлінг сказав Пейджу, що поєдинок буде матчем «I Quit» . Потім Пейдж і Ніз підписали контракт, і Стерлінг кинув Пейджу в очі порошок, а Ніз кинув Пейджа через стіл. Тоді матч було офіційно призначено на Final Battle. На шоу, Пейдж переміг Ніза за допомогою Скорпіо Ская, який повернувся.
У період з січня по лютий 2024 року Пейдж кілька разів виступав у ROH, а пізніше того ж року підписав контракт з WWE.

### WWE (2024–дотепер)
Пейдж несподівано дебютував у WWE 28 травня 2024 року на випуску NXT, атакувавши Чемпіона NXT Тріка Вільямса та виявивши себе тим, хто стоїть за атаками Ноама Дара та Оро Менса з Meta-Four, таким чином утвердивши себе як хіла. Наступного тижня він офіційно підписав контракт із брендом NXT і отримав матч за Чемпіонство NXT проти Вільямса на NXT Battleground як пунк свого контракту, але не зміг виграти титул. На випуску NXT від 18 червня, Пейдж взяв участь у баттл-роялі з 25 учасниками, за право отримати матч за Чемпіонство NXT на NXT Heatwave, але на нього напав Менса за кілька секунд після початку матчу, і обидва чоловіки вийшли через канати. Пізніше тієї ж ночі, він переміг переможця баттл-роялу Дже'Вон Еванса після того, як заявив, що його ніколи вилітав з баттл-роялу. Оскільки Пейдж, Еванс і Шон Спірс (який переміг Вільямса в нетитульному матчі) претендували на титул, генеральна менеджерка NXT Ейва призначила фатальний чотиристоронній матч за титул на Heatwave. На шоу 7 липня, Пейдж впав на Еванса після Trick Shot від Вільямса та утримав його, вигравши чемпіонство, встановивши рекорд за найшвидший час виграшу титулу (40 днів) після свого дебюту. Цією перемогою Пейдж оголосив, що його рейн Чемпіона NXT буде відомий як Ера Его. На випуску NXT від 16 липня, Пейдж переміг Данте Чена, зберігши свій титул у своєму першому захисті, але після матчу на нього напав Менса. 6 серпня на The Great American Bash Week 2, Пейдж переміг Менса, зберігши титул, поклавши край їхньому протистоянню. На No Mercy 1 вересня, Пейдж успішно захистив свій титул проти реслера TNA Джо Гендрі, де Вільямс був спеціальним запрошеним рефері. На прем'єрному випуску NXT на каналі CW, Пейдж програв титул назад Вільямсу у матчі, в якому СМ Панк був запрошеним рефері, закінчивши рейн у 86 дні.
На випуску NXT від 15 жовтня, Пейдж змагався у матчі потрійної загрози за претендентство №1 за Чемпіонство NXT проти Же'вона Еванса і Веса Лі, з якого він вийшов переможцем. Матч пройшов на Halloween Havoc у матчі "Крути колесо, укладай угоду" за правилами "Диявольський гральний майданчик", але Пейдж не зміг повернути титул у Вільямса. На випуску NXT від 26 листопада, Пейдж здолав Аксіома, кваліфікувавшись до матчу Iron Survivor Challenge на NXT Deadline 7 грудня, який у підсумку виграв Оба Фемі. Два дні потому, кинув виклик Тоні Ді Анжело за Чемпіонство Північної Америки NXT, але програв.
На початку 2025 року, Пейдж почав протистояння проти Джевона Еванса, що вилилося у матч на NXT Vengeance Day, у якому Пейдж здолав Еванса. Згодом, він зустрінеться з Евансом у матчі-реванші за правилами Нью-Йоркська вулична бійка на Roadblock, де Пейдж програв Евансу, тим самим завершивши протистояння. На NXT Stand & Deliver 19 квітня, Пейдж безуспішно змагався проти Рікі Сейнтса за Чемпіонство Північної Америки NXT. На випуску NXT від 27 травня, Пейдж здолав Сейнтса у матчі-реванші, вигравши титул. Приблизно в цей же час, Пейдж почав об'єднуватися з угрупуванням з бренду Evolve - The Vanity Project. 12 липня на NXT Great American Bash, Пейдж успішно захистив титул проти Сейнтса у матчі з фолами будь-де. На випуску NXT від 22 липня, Пейдж представив кастомний дизайн титулу з канадським прапором. На випуску NXT від 29 липня, Пейдж успішно захистив титул проти Сантіни Марелли.

### Повернення до TNA/Impact Wrestling (2025)
На випуску Impact! 3 квітня 2025 року, Пейдж неочікувано повернувся до Total Nonstop Action Wrestling (колишній Impact Wrestling), маючи конфронтацію з Френкі Казарієном, і анонсувавши, що він додає себе у матч за Чемпіонство світу TNA на Rebellion між Казарієном і Джо Гендрі, зробивши його матчем потрійної загрози, у якому Гендрі успішно захистив титул.

## Особисте життя
Міцевський одружений і має двох дітей з дружиною. Має чорні пояси з карате та тхеквондо. Він має македонське та сербське походження, і є православним християнином.
Міцевскі є завзятим колекціонером іграшок і часто публікує свої відео полювання на іграшки на своєму офіційному YouTube каналі під своїм реслінг іменем.

## Чемпіонства і досягнення
- Alpha-1 Wrestling

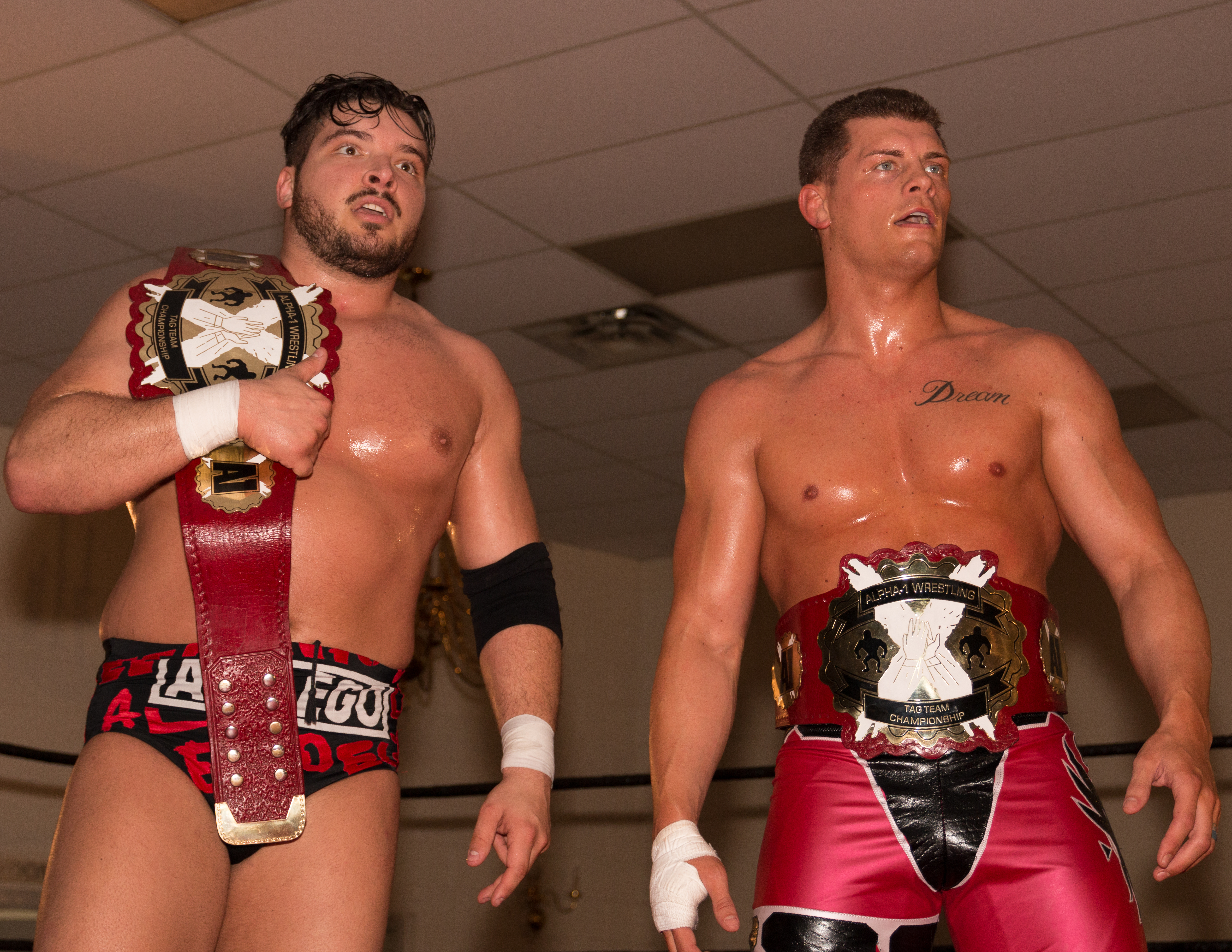
Пейдж (ліворуч) і Коді Роудс (праворуч) як чемпіони Alpha-1 Tag Team у червні 2017 року

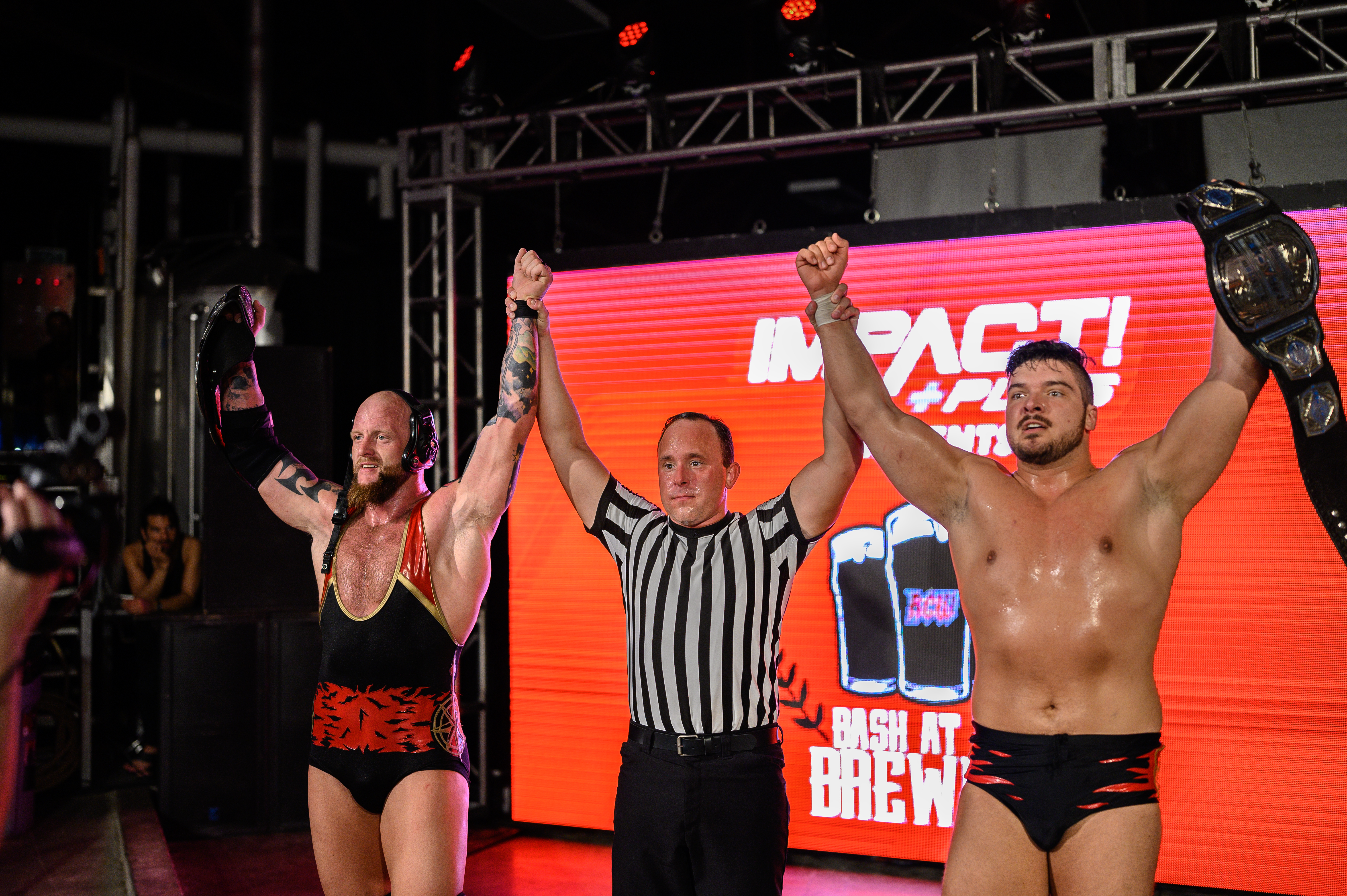
Пейдж (праворуч) і Джош Александер (ліворуч) як Командні Чемпіони Світу Impact у липні 2019 року

  - Чемпіонство A1 Alpha Male (1 раз)[79][80]
  - Чемпіонство A1 Outer Limits (1 раз)[81][79][80]
  - Командне Чемпіонство A1 (2 рази) — з Коді Роудсом (1) і Джошем Александром (1)[81][79][80]
  - Турнір за Чемпіонство A1 Outer Limits (2017)[82][81][83]
- All American Wrestling
  - Чемпіонство у важкій вазі AAW (1 раз)
  - Командне Чемпіонство AAW (1 раз) — з Майклом Елгіном
- ACW Wisconsin
  - Чемпіонство ACW Water City (1 раз)[84]
- Absolute Intense Wrestling
  - Чемпіонство AIW Absolute (3 рази)[80]
  - JT Lightning Invitational Tournament (2013)[82][83]
- Black Label Pro
  - Чемпіонство у важкій вазі BLP (1 раз)[85]
  - Командне Чемпіонство BLP (1 раз) — з Данхаузеном і Свууглом[86]
- Collective League Of Adrenaline Strength And Honor
  - Чемпіонство CLASH (1 раз)[87]
- Deathproof Fight Club
  - Чемпіонство DFC (1 раз)[80]
- Evolve
  - Командне Чемпіонство Evolve (1 раз) — with ACH[80]
- Extreme Wrestling League Show
  - Екстрим Чемпіонство EWLS (1 раз)[88]
- Fringe Pro Wrestling
  - FPW Чемпіонство Redline (1 раз)[80]
  - Командне Чемпіонство FPW (1 раз) — з Джошем Александером[81][80]
- Freelance Wrestling
  - Чемпіонство Світу Freelance (1 раз)[89]
- Impact Wrestling
  - Командне Чемпіонство Світу Impact (2 рази) — з Джошем Александером
  - Impact Year End Awards (2 рази)
    - Команда Року (2019, 2020) — з Джошем Александером[90]
- Infinity Wrestling
  - Командне Чемпіонство GCW-NS (2 рази) — з Джої Кінгсом[81][91]
- International Wrestling Cartel
  - Командне Чемпіонство IWC (1 раз) — з Джошем Александером
- Insane Wrestling League
  - Командне Чемпіонство IWL (1 раз) — with Josh Alexander[80]
- Pro Wrestling Battle Arts
  - Чемпіонство у відкритій вазі Battle Arts (1 раз)[80]
- Pro Wrestling Guerrilla
  - Командне Чемпіонство Світу PWG (1 раз) — з Джошем Александером[81][80][92][93]
- Pro Wrestling Illustrated
  - Зайняв No. 123 у топ 500 одиночних реслерів у PWI 500 в 2021 р.[94]
  - Зайняв No. 4 у top 50 команд у PWI Tag Team 50 у 2020 з Джошем Александром[95]
- Southside Wrestling Entertainment
  - Чемпіонство Світу у важкій вазі SWE (1 раз)[81][96]
- The Wrestling Revolver
  - Командне Чемпіонство PWR (1 раз) — з Джошем Александером[97]
- Union of Independent Professional Wrestlers
  - Чемпіонство у важкій вазі UNION (1 раз)[80]
  - Командне Чемпіонство UNION (1 раз) — з Джої Кінгс[81][80]
  - King of Toronto Tournament (2013)[82][83][98]
- Xcite Wrestling
  - Чемпіонство у важкій вазі Xcite (1 раз)[99]
  - Інтернаціональне Чемпіонство Xcite (1 раз)[100]
- WWE
  - Чемпіонство NXT (1 раз)[55]
  - Чемпіонство Північної Америки NXT (1 раз, чинний)